# Lavr Georgievič Kornilov
Lavr Georgievič Kornilov (in russo Лавр Георгиевич Корнилов?; Ust-Kamenogorsk, 18 agosto 1870 – Ekaterinodar, 13 aprile 1918) è stato un generale russo dell'Esercito imperiale durante la prima guerra mondiale e poi durante la guerra civile russa.
Kornilov è conosciuto soprattutto per l'Affare Kornilov, che consisteva nel rafforzare il governo Kerenskij tra l'agosto e il settembre del 1917, ma che fallì e terminò con l'arresto di Kornilov, accusato di aver teorizzato un colpo di Stato. A seguito della Rivoluzione d'ottobre, entrò nell'Armata Bianca controrivoluzionaria e venne ucciso dai bolscevichi nell'aprile del 1918.

## Carriera pre-rivoluzionaria
Di origini cosacche, Kornilov fece carriera all'interno dell'Esercito imperiale dello zar. Fra il 1890 ed il 1904 condusse diverse esplorazioni nel Turkestan, in Afghanistan ed in Persia, ed inoltre imparò diverse lingue dell'Asia centrale e scrisse delle relazioni sulle sue imprese.
Durante la guerra fra il Giappone e la Russia fu insignito della Croce di San Giorgio per il suo coraggio e venne promosso al grado di colonnello. Durante la prima guerra mondiale, a seguito di pesanti combattimenti fu catturato dagli austriaci nel mese di aprile 1915, quando la sua divisione si trovò isolata dal resto delle forze russe. Dopo la sua cattura, il feldmaresciallo Franz Conrad von Hötzendorf, il comandante dell'Esercito austro-ungarico, lo incontrò personalmente. Essendo uno dei principali generali era un prigioniero di guerra di gran valore, ma nel luglio del 1916 Kornilov riuscì a fuggire e a ritornare in Russia.
Kornilov fu critico nei confronti della monarchia russa e dell'economia monarchica e dopo il rovesciamento da parte dei rivoluzionari del governo zarista e di Nicola II fu al comando del distretto militare di Pietrogrado nel marzo 1917. Nel mese di luglio divenne supremo comandante in capo delle forze armate del Governo provvisorio.

## Prima guerra mondiale
Allo scoppio del primo conflitto mondiale, Kornilov si distinse sul campo in breve tempo comandando la 49ª divisione di fanteria, e successivamente la 48ª. Nel 1915 fu promosso generale di divisione. Le sue origini plebee erano alquanto insolite tra gli alti ranghi militari dell'esercito imperiale russo, che generalmente provenivano dall'aristocrazia, ma più tardi durante la rivoluzione contribuirono a creare la sua immagine di «eroe nazionale». Il suo diretto superiore, il generale Brusilov, lo descrisse come «uomo coraggioso e impetuoso, amato dalle sue truppe, ma incline all'insubordinazione».
Nell'aprile del 1915, dopo aver preso parte alla punta di diamante dell'avanzata russa nei Carpazi, la sua unità fu praticamente annientata dagli austroungarici nell'assedio di Przemyśl dopo aver disobbedito all'ordine di Brusilov di ritirare le sue truppe e venne ferito, catturato ed internato in un campo di prigionia tedesco. Durante la prigionia rimase ostile ai leader della Duma che si opponevano al governo zarista. Riuscì a fuggire nell'autunno del 1916 e tornò a piedi in territorio russo. Questa azione, molto pubblicizzata e romanzata dalla propaganda della Triplice intesa, donò al Generale un alone eroico in patria e lo aiutò ad ottenere il comando del 25º corpo d'armata. Questo aveva tra le sue file numerose reclute provenienti dall'Asia centrale e la conoscenza della lingua rese molto popolare Kornilov tra i suoi uomini.

## Rivoluzione di febbraio
Dopo i fatti della Rivoluzione di febbraio, il 2 marzo 1917 gli fu concesso il comando del distretto militare di Pietrogrado. Grazie ad esso ricevette il sostegno di importanti figure politiche, come ad esempio Aleksandr Ivanovič Gučkov o Michail Vladimirovič Rodzjanko. Lasciò l'incarico durante il periodo della "crisi di aprile" (che forzò le dimissioni da ministro degli esteri di Pavel Miljukov, incapace di imporre la sua volontà al soviet di Pietrogrado), dopo aver ordinato alle sue truppe di sparare sui manifestanti, evento che non si verificò grazie all'intervento del soviet. Credeva fermamente che i soviet fossero i responsabili della scomparsa della disciplina nelle forze armate e propose di fermare ciò che considerava la disintegrazione dell'esercito. Partì per il fronte occidentale, sempre più ostile ai soviet e al governo provvisorio.
Dopo le sue dimissioni, continuò ad avere il sostegno del ministro della guerra, Alexander Guckov, che cercò, senza successo, di ottenere la sua nomina a comandante del fronte settentrionale.
L'8 maggio 1917 fu nominato comandante dell'8ª Armata, distaccata a sud-ovest. Nonostante la sua incapacità nel convincere le truppe sotto il suo comando a riprendere l'offensiva, riuscì a ristabilire un certo ordine tra i soldati attraverso una ferrea disciplina, metodo che impressionò favorevolmente il socialrivoluzionario Boris Savinkov, commissario politico assegnato all'armata. Durante l'offensiva Kerenskij in luglio, le truppe di Kornilov furono tra le poche a distinguersi in combattimento nella fase offensiva, e il generale sollecitò al governo la reintroduzione della pena di morte e dei tribunali militari al fronte. Il governo respinse la richiesta e quindi cominciarono i primi dissidi tra Kornilov e Kerenskij circa la restaurazione della disciplina nell'esercito. Durante l'offensiva, i pur limitati successi dei soldati di Kornilov gli fecero guadagnare ulteriori simpatie negli ambienti della destra reazionaria russa.
Il 20 luglio 1917, il giorno dopo l'inizio della controffensiva austroungarica, diede ordine ai suoi subordinati di sparare contro i soldati che avessero abbandonato le proprie posizioni senza autorizzazione. Il 25 luglio, il Governo provvisorio approvò la restaurazione della pena di morte nell'esercito per reati gravi in tempo di guerra.

## L'Affare Kornilov

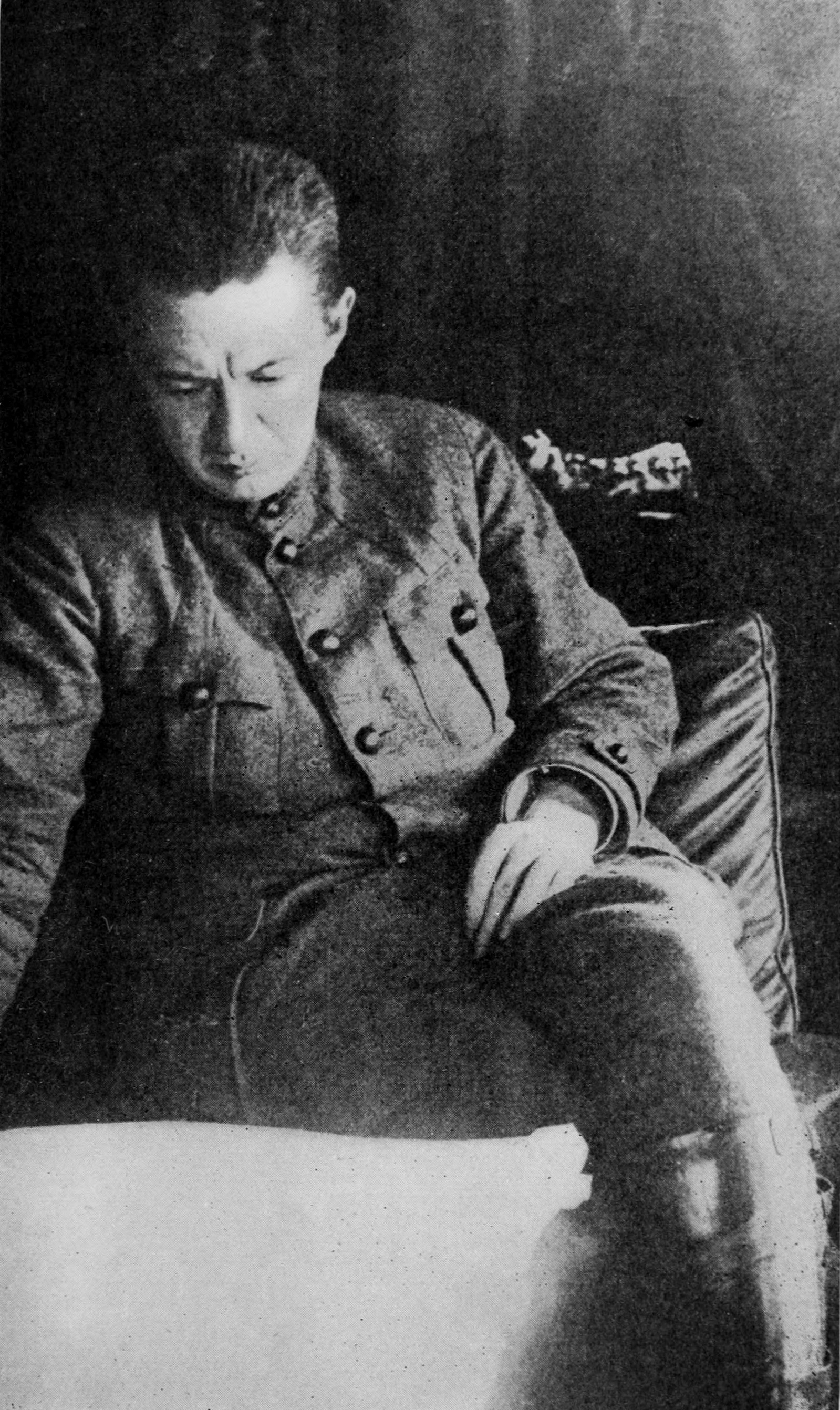
Aleksandr Fëdorovič Kerenskij, ministro della Guerra e in seguito Primo Ministro del Governo provvisorio russo, negoziò con Kornilov la restaurazione della disciplina militare e la formazione di un nuovo governo autoritario, salvo fare marcia indietro quando capì che un piano del genere avrebbe potuto influire sulla sua posizione di potere

Il generale Kornilov, pur essendo molto critico nei confronti dello Zar, riteneva che la Russia, parte della Triplice intesa, fosse vincolata a continuare la guerra contro gli Imperi centrali, e condivideva la convinzione di molti russi che, dopo la Rivoluzione di febbraio e la sconfitta militare, il paese sarebbe stato in gravi difficoltà e avrebbe potuto trovarsi in una situazione di prolungata instabilità.
Da poco nominato Supremo Comandante in capo delle forze armate del Governo provvisorio russo, il 3 agosto 1917 Kornilov presentò al governo un piano di riforma che prevedeva i seguenti punti:
- restaurazione della pena di morte nell'esercito;
- completa restaurazione dell'autorità degli ufficiali e restrizione dei poteri dei commissari politici;
- arresto e processo sommario degli individui ritenuti colpevoli di disfattismo al fronte;
- divieto di assemblea dei soldati al fronte;
- censura dei giornali distribuiti tra le truppe;
- dissoluzione dei reparti militari più rivoluzionari.

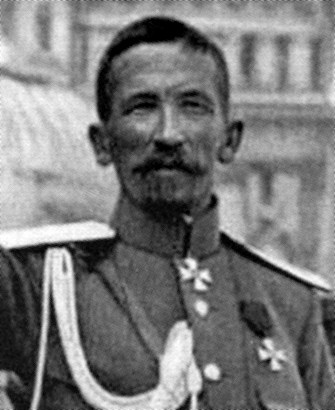
Kornilov a Mosca nel luglio 1917

Considerato accettabile in linea di massima da parte del governo, il piano di riforma fu invece ritenuto inaccettabile dagli ambienti più rivoluzionari della sinistra, che il 5 agosto 1917 chiesero la rimozione di Kornilov dall'incarico. Le organizzazioni di destra, invece, iniziarono una massiccia campagna di sostegno al generale. Credendo in principio di poter attuare le riforme e ristabilire l'ordine con l'appoggio del Governo provvisorio diretto da Kerenskij, i successivi dissidi con quest'ultimo durante l'agosto del 1917 convinsero il generale ad agire per conto proprio. Fattore scatenante e pretesto principale che fece decidere Kornilov all'azione, poiché a suo parere non era più possibile attendere ulteriormente, fu l'occupazione di Riga da parte dell'esercito germanico il 21 agosto.
Kerenskij fu colto dal sospetto che un atto di forza di Kornilov avrebbe potuto destabilizzare il governo conciliazionista, e quindi il 26 agosto lo denunciò per «tentato colpo di Stato», intimandogli di dimettersi immediatamente dalla carica di comandante in capo delle forze armate, costringendo Kornilov, che rifiutò di essere destituito, a entrare in clandestinità con le sue truppe.
Lenin, grazie alla poco chiara e forse volutamente distorta comunicazione da Pietrogrado, pensò che Kerenskij avesse autorizzato Kornilov a mettere ordine nella capitale e a ristrutturare il governo, e diede ordine al Terzo Corpo di Pietrogrado di sottoporlo alla legge marziale.
Kornilov, convinto che Kerenskij fosse stato preso prigioniero dai bolscevichi e che agisse sotto coercizione, lanciò un appello a tutti i russi, chiedendo di «salvare la loro terra morente» e ordinò alle sue truppe di avanzare verso Pietrogrado per abbattere il governo provvisorio e installare una dittatura militare:
(Lavr Georgievič Kornilov)
Non conoscendo il numero reale delle truppe nemiche, Kerenskij (presidente del Governo provvisorio) fu costretto a chiedere aiuto a tutte le forze in campo, compresi gli odiati bolscevichi, e rispose ufficialmente al proclama del generale insorto denunciandolo di fronte alla nazione:
(Aleksandr Fëdorovič Kerenskij)
Il 29 e 30 agosto, le Guardie Rosse e i sindacati organizzarono la difesa delle fabbriche e il sindacato dei ferrovieri si oppose alle truppe di Kornilov, riuscendo ad arrestarne l'avanzata su Pietrogrado con il blocco della linea e sabotando locomotive e rotaie. A causa dello stato d'emergenza, Kerenskij si autoproclamò comandante in capo e creò la Repubblica russa (14 settembre 1917); Kornilov fu arrestato a Bichov assieme ad altri suoi sostenitori. 

### La guerra civile
Kornilov riuscì a fuggire e a recarsi nella regione del Don. Scoppiata la Rivoluzione d'ottobre, Kornilov contribuì nel dicembre 1917 alla formazione antibolscevica dell'Esercito dei Volontari a Novočerkassk con il generale Michail Alekseev, primo nucleo dell'Armata Bianca. Condusse infine un piccolo esercito presso Ekaterinodar, la capitale della regione di Kuban', che cominciò ad assediare.
Tuttavia, la mattina del 13 aprile, una granata sovietica cadde nella fattoria che Kornilov usava come quartier generale, uccidendolo. Fu sepolto in un villaggio vicino. Qualche giorno dopo, quando i bolscevichi presero il controllo del villaggio, disseppellirono la bara di Kornilov, trascinarono il cadavere sulla piazza principale del paese e bruciarono i suoi resti in un bidone della spazzatura. Successivamente gli fu intitolata una divisione dell'Armata Bianca.